# Septoria myricae
Septoria myricae är en svampart som beskrevs av Ellis & Everh. 1897. Septoria myricae ingår i släktet Septoria och familjen Mycosphaerellaceae.   Inga underarter finns listade i Catalogue of Life.